# Casa de Saboia-Némours

Brasão dos Saboia-Nemours

Os Saboia-Nemours ou Genevois-Nemours constituem um ramo cadete da Casa de Saboia. Foram senhores do Genevois, do Faucigny e do Beaufortain entre 1514 e 1659, mas também foram poderosos Senhores feudais do reino de França - Duques de Némours e Duques de Aumale.

## Política
Tendo laços estreitos com a Casa Real de França e a Casa de Guise, participaram activamente em vários acontecimentos políticos a alianças dos séculos XVI e XVII.
As implicações políticas e militares trouxeram-lhes enormes dificuldade financeira apesar dos enormes possessões no Genevois e na França.

## O ramo
Os Saboia-Nemours que também pertenciam à Casa de Saboia
- 1514-1533: Filipe de Saboia-Nemours (1490 † 1533), recebe o condado em apanágio, seu irmão
- 1533-1585: Jaime de Saboia-Nemours (1531 † 1585), duque de Genebra em 1564, seu filho
- 1585-1595: Carlos-Emanuel de Saboia-Nemours (1567 † 1595), seu filho
- 1595-1632: Henrique I de Saboia-Nemours (1572 † 1632), seu irmão
- 1632-1641: Luís de Saboia-Nemours (1615 † 1641), seu filho
- 1641-1652: Carlos Amadeu de Saboia-Nemours (1624 † 1652), seu irmão
- 1652-1659: Henrique II de Saboia-Nemours (1625 † 1659)

## Fim dos Saboia-Nemours
Com a morte de Henrique II em 1659, acaba a árvore dos Saboia-Nemours.